# Colominellinae
Colominellinae es una subfamilia de foraminíferos bentónicos de la familia Eggerellidae, de la superfamilia Eggerelloidea, del suborden Textulariina y del orden Textulariida. Su rango cronoestratigráfico abarca el Mioceno.

## Discusión
Clasificaciones previas hubiesen incluido a los géneros de Colominellinae en la familia Textulariidae, de la superfamilia Textularioidea, del suborden Textulariina y del orden Textulariida.

## Clasificación
Colominellinae incluye a los siguientes géneros:
- Colominella †
- Colomita †